# 川上犬
川上犬（かわかみけん）は、長野県南佐久郡川上村に伝わり、保護育成されている小型日本犬の一種である。信州川上犬とも、川上狼犬ともいう。昭和初期には主に梓山地区で飼われていたため、梓山犬と呼ばれたこともある。秩父犬と同じく（梓山地区から三国峠を越えると秩父市）、ニホンオオカミの血が流れているという伝承がある。柴犬（信州柴）の一種とされる。長野県の天然記念物に指定。

## 特徴
- 和犬の一種で、立ち耳、巻尾。目は黒または茶色。
- 毛色は黒、茶、赤、白。
- 川上村では猟犬として飼われていた。
- 性格は活発で好奇心旺盛。また、番犬に向いている。

## 血統と保存活動

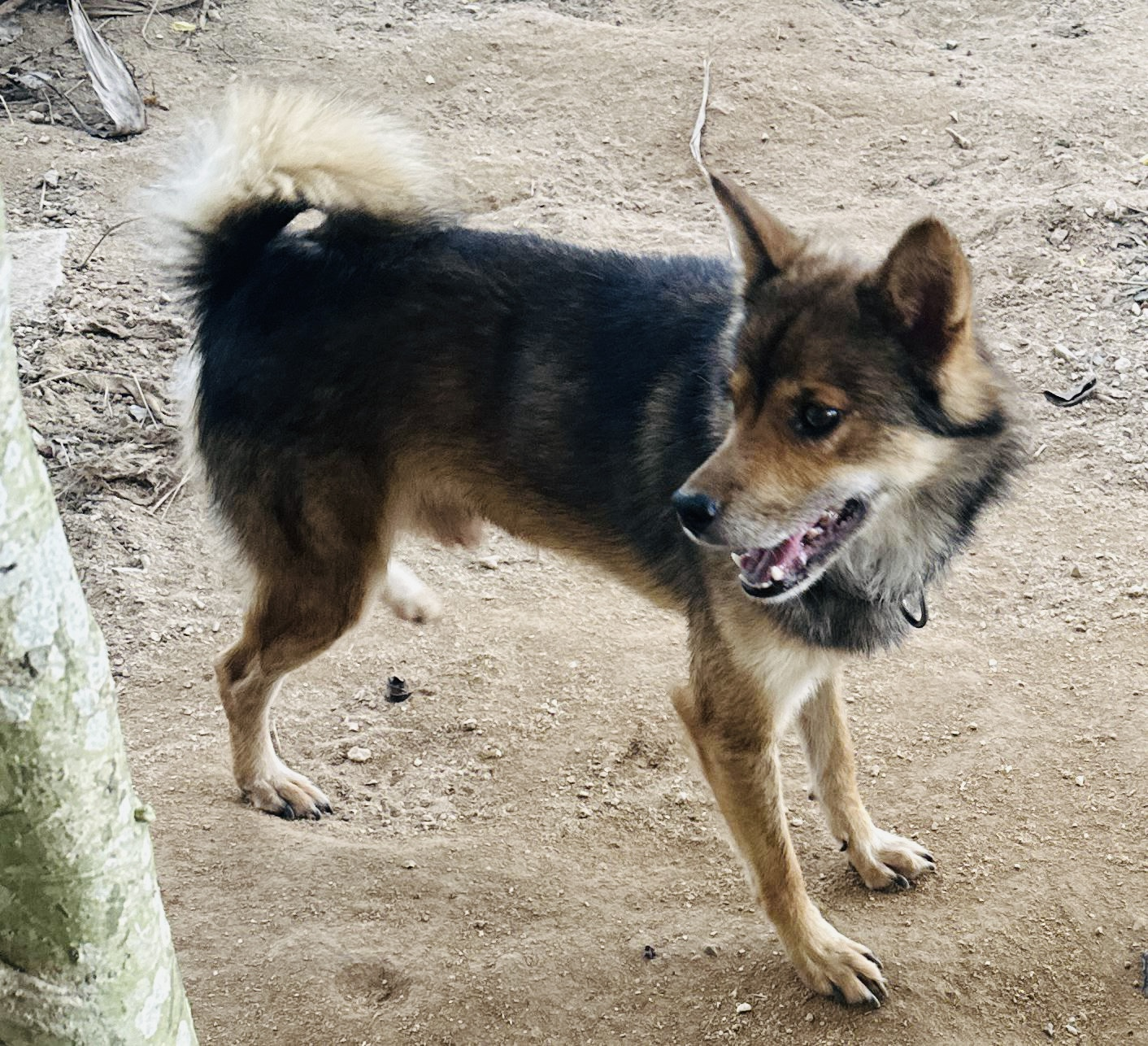
恩納村の川上犬「うんなレタ助」

古くは猟犬としての勇敢さを保つために、雌犬を山中に留めてニホンオオカミと交配させたという伝承がある。一方で、南佐久郡南牧村平沢地区で飼育されていた日本犬の純血種が元になっているという伝承もある。
秋田犬などと同様に第二次世界大戦や戦後は食糧難などで、頭数が減ったり、多種との交配が進み、純血種としては絶滅の危機に陥った。そして昭和43年（1968年）に、純血性が薄れたということで、長野県天然記念物の指定を解除される事態に陥った。だが、同年に信州川上犬保存会による保護育成が始まり、純血種との交配を続けて、昭和58年（1983年）に純血性が高まったとして、再び県の天然記念物に指定された。
現在でも、川上村内でも数十頭、全国でも300頭前後しかいない非常に貴重な犬種である。2006年の正月には戌年にちなんで上野動物園で短期間、子犬が数匹展示された。また同年、6月には須坂市動物園（長野県須坂市）に川上犬の子犬「源竜」（オス）が寄贈された（2011年9月21日死亡）。2009年からは小諸市動物園（小諸市）で「さくら」（メス）が飼育されていた（2024年9月23日死亡）。
2018年、川上村と友好都市である沖縄県の恩納村にオスの川上犬が寄贈され、川上村のマスコットキャラクター「レタ助」にちなんで「うんなレタ助」と命名された。

## 血統の信憑性に対する疑念
2010年3月20日に信州川上犬保存会が、同会の会長で川上村の村長でもあった藤原忠彦の飼育していた雌の川上犬『初風』について、不自然な血統書を発行していたことが信濃毎日新聞によって報じられた。血統書によると初風は1995年から1997年かけて毎年4回も出産していることになっていた。また、1990年から2004年までの15年間に31回も出産したことも判明。村民は「無理のない出産はだいたい2歳から8歳くらいまでで、1年半から2年の間隔を置く。こんなでたらめでは保存会の信頼を失う」と語った。
川上犬の交配は他犬種との交雑を防ぐために信州川上犬保存会が立ち会うことになっている。だが、1996年頃から約10年間にわたって同会事務局長を務めて血統書を作成していた由井清幸によると、飼い主は村内の知人が殆どで交配には立ち会わずに申請があれば申請通りに血統書を発行していた。この時点で川上犬の血統を客観的に証明することは不可能となり、他の犬種との交雑の可能性を排除できなくなってしまった。
一方で藤原らの犬と交配していない血統の犬が川上村奥の集落に残されていた。これらの犬を元に、2008年に信州川上犬保存会で事務を務めていた髙橋はるみと同会初代会長の吉原の親族が中心となって『川上犬保存研究会』が発足された。
2010年には研究会が管理する血統と十石犬の繁殖が実現した。この繁殖犬の保存のために『純粋な川上犬飼育者の会』が結成された。
2016年6月に川上犬保存研究会・純粋な川上犬飼育者の会と十石犬保存会が統合して『梓山犬保存会』が創立。この時に藤原の繁殖系統と区別するために、梓山犬の名称が使用されるようになった。

## その他
- 村の名前が犬の品種の名前の由来になっている、唯一の犬の品種である。

## ギャラリー

長野県須坂動物園飼育
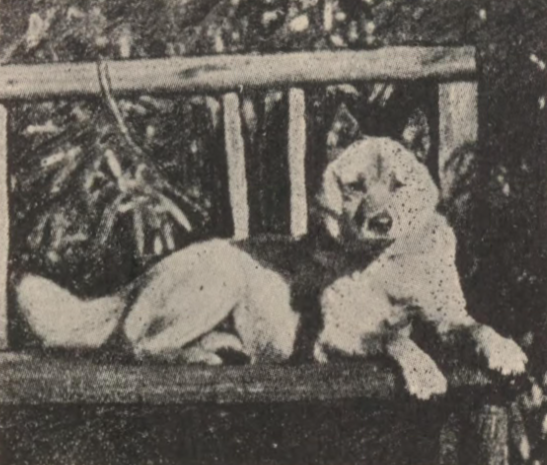
十石号